# Антохинский
 Антохинский  — поселок в Западнодвинском муниципальном округе Тверской области.

## География
Находится в юго-западной части Тверской области на расстоянии приблизительно 19 км по прямой на юг-юго-запад по прямой от железнодорожной станции в поселке Старая Торопа на северо-восточном берегу озера Долгое.

## История
Поселок был отмечен на карте в 1991 года. До 2020 года поселок входил в состав ныне упразднённого Староторопского сельского поселения. Старое название- деревня "Бараки", до 2020 года- деревня "Антохино".

## Население
Численность населения: 9 человек (русские 100 %) в 2023году